# Rezerwat przyrody Kwiatówka
Rezerwat przyrody Kwiatówka – leśny rezerwat przyrody w gminie Książ Wielki, w powiecie miechowskim, w województwie małopolskim. Leży w obrębie Obszaru Chronionego Krajobrazu Wyżyny Miechowskiej oraz obszaru Natura 2000 PLH120056 „Kwiatówka”.
Zajmuje powierzchnię 11,25 ha. Został powołany Zarządzeniem Ministra Leśnictwa i Przemysłu Drzewnego z 30 grudnia 1966 roku (M.P. z 1967 r. nr 9, poz. 54). Według aktu powołującego, rezerwat utworzono w celu zachowania ze względów naukowych i dydaktycznych fragmentu wielogatunkowego lasu pochodzenia naturalnego z bogatą roślinnością zielną, z licznymi gatunkami roślin kserotermicznych.